# Psyrassa levicollis
Psyrassa levicollis är en skalbaggsart som beskrevs av Chemsak och Noguera 1993. Psyrassa levicollis ingår i släktet Psyrassa och familjen långhorningar. Inga underarter finns listade i Catalogue of Life.